# Vincze Ottó (labdarúgó)
Vincze Ottó (Ózd, 1974. augusztus 29. –) magyar válogatott labdarúgó.

## Pályafutása

### Klubcsapatban
Nevelőegyesületei az Ózdi Kohász SE és a Ferencvárosi TC voltak. Ezután Svájcba igazolt, az FC Sion csapatához. Itt a klub ifistái között játszott, mindössze az egyik utolsó fordulóban cserélték be egyszer.
Magyarországra visszatérve a Vasas színeiben mutatkozott be az NB I-ben, az 1994-95-ös bajnokságban, ahonnan egy év után az FTC-hez igazolt. Itt tagja volt a Bajnokok Ligája csoportkörébe jutott együttesnek, legemlékezetesebb mérkőzésén két gólt lőtt a Grasshoppers ellen 3-0-ra megnyert idegenbeli találkozón.
1996 őszén visszarendelték az FC Sionhoz, ahonnan fél év után a Barcelona B csapatához igazolt, de itt nem váltotta be a hozzá fűzött reményeket, így visszakerült a Ferencvároshoz.
1999-től három évet töltött Németországban, kettőt a Waldhof Mannheim, egyet az Energie Cottbus csapatánál. Első németországi idényében csapata húzóembere volt, de a másik két szezonjában már problémákkal kellett szembenéznie, Cottbusban sokszor a cserepadra sem ülhetett le.
A Bosman-szabályt kihasználva szerződése lejárta előtt, 2002 nyarán az akkori magyar bajnok ZTE csapatához igazolt. Az itt eltöltött két éve ellentmondásos volt, sokszor őt okolták a vereségekért és az öltözőben kialakult rossz hangulatért is.
2004 nyarán távozott a csapattól és hároméves szerződést írt alá a Győri ETO-hoz.
Pályafutása utolsó két évében két súlyos sérülése is volt, a térdét és a bokáját is műteni kellett. Első sérülése után Győrben, a második után az átalakuló Ferencvárosnál nem számítottak rá többet, ezután hiába hívták máshová, inkább a visszavonulása mellett döntött.
Ezután visszaköltözött Győrbe. 2008 őszétől kezdve egy alacsonyabb osztályú osztrák csapatban játszott és elvállalta a Győr-Moson-Sopron Megyei Labdarúgó-szövetség menedzseri teendőit is.
Várhatóan 2009-ben diplomát szerez, majd szeretne egy sportmenedzseri képzést is elvégezni. Fia, Ádám az ETO igazolt játékosa.
2010 tavaszától a biatorbágyi Viadukt Se játékosa mellyel a bajnokság végén bajnok és feljutottak az NB III-ba. 2011 márciusában a Győri ETO utánpótlással, a nemzetközi kapcsolatokkal és a szerződtetésekkel foglalkozó menedzsere lett.

### A válogatottban
A válogatottban 1998 és 2005 között 11 alkalommal szerepelt, gólt nem szerzett.

## Sikerei, díjai
- Magyar bajnokság
  - bajnok: 1995–96
- Magyar kupa
  - győztes: 1995

## Statisztika

### Mérkőzései a válogatottban
| Magyarország | Magyarország        | Magyarország                       | Magyarország  | Magyarország | Magyarország  | Magyarország | Magyarország | Magyarország |
| #            | Dátum               | Helyszín                           | Hazai         | Eredmény     | Vendég        | Kiírás       | Gólok        | Esemény      |
| ------------ | ------------------- | ---------------------------------- | ------------- | ------------ | ------------- | ------------ | ------------ | ------------ |
| 1.           | 1998. április 20.   | Teherán, Azadi Stadion             | Irán          | 0 – 2        | Magyarország  | LG-kupa      | -            | 88'          |
| 2.           | 1998. április 22.   | Teherán, Azadi Stadion (IRN)       | Macedónia     | 0 – 0        | Magyarország  | LG-kupa      | -            | 80'          |
| 3.           | 1999. augusztus 18. | Budapest, Üllői úti Stadion        | Magyarország  | 1 – 1        | Moldova       | barátságos   | -            | 67'          |
| 4.           | 2000. február 23.   | Budapest, Üllői úti Stadion        | Magyarország  | 0 – 3        | Ausztrália    | barátságos   | -            |              |
| 5.           | 2000. március 29.   | Debrecen, Oláh Gábor utcai stadion | Magyarország  | 0 – 0        | Lengyelország | barátságos   | -            | 88'          |
| 6.           | 2004. november 30.  | Bangkok (THA)                      | Magyarország  | 0 – 1        | Szlovákia     | Király-kupa  | -            |              |
| 7.           | 2004. december 2.   | Bangkok (THA)                      | Magyarország  | 5 – 0        | Észtország    | Király-kupa  | -            | 46'          |
| 8.           | 2005. február 2.    | Isztambul (TUR)                    | Magyarország  | 0 – 0        | Szaúd-Arábia  | barátságos   | -            |              |
| 9.           | 2005. február 9.    | Cardiff, Millenium-stadion         | Wales         | 2 – 0        | Magyarország  | barátságos   | -            | 81'          |
| 10.          | 2005. március 30.   | Budapest, Szusza Ferenc Stadion    | Magyarország  | 1 – 1        | Bulgária      | vb-selejtező | -            | 84'          |
| 11.          | 2005. május 31.     | Metz, Stade Saint-Symphorien       | Franciaország | 2 – 1        | Magyarország  | barátságos   | -            | 46'          |
|              | Összesen            |                                    |               | 11           | mérkőzés      |              | 0            | gól          |

## Média szereplés
- 2012-ben szerepelt a TV Paprika csatorna Receptdaráló című főző-show-jában Kovács Lázár vendégeként.[14]

### Magánélete
Felesége a kézilabdázó Görbicz Anita, akivel 2015-ben megszületett első közös gyermekük. Visszavonulása után szerepelt több kereskedelmi televíziós műsorban, tevékenykedett szakkommentátorként, a Rába ETO Futsal Club vezetésében is szerepet vállalt.

## Külső hivatkozások
- Hivatalos honlap (magyarul)
- Profil a Ferencvárosi TC hivatalos honlapján (magyarul)
- Vincze Ottó adatlapja a HLSZ.hu-n (magyarul)
- Profil a footballdatabase.eu-n (angolul)
- Vincze Ottó pályafutásának statisztikái a Soccerbase oldalon (angolul)

```
(angolul)
```

- Vincze Ottó adatlapja a national-football-teams.com-on Archiválva 2009. július 28-i dátummal a Wayback Machine-ben (angolul)
- Pályafutása statisztikái a fussballdaten.de-n (németül)
- NS online játékosprofil (magyarul)
- pepsifoci.hu: A Grasshoppersnek lőtt két gólja